# Cheng Yizhong
Cheng Yizhong est un journaliste chinois.
Il est le rédacteur en chef du Nanfang Dushi Bao.
Il reçoit le Prix mondial de la liberté de la presse en 2005.